# Poul Rosenørn (stiftamtmand)
 Der er flere personer med dette navn, se Poul Rosenørn (officer).
Poul Rosenørn (30. marts 1756 på Katholm – 28. april 1829 i Kølstrup) var en dansk godsejer til Ulriksholm og stiftamtmand.
Han var søn af Peder Rosenørn og Ulrica Hedevig von Heinen, blev kammerherre 1778, deputeret i Vestindisk-Guineisk Rente- og Generaltoldkammer 1781, stiftamtmand over Fyens Stift samt amtmand over Odense, Dalum, Sankt Knuds og Rugård Amter imod straks at afgive skifterne og finde sig i en eventuel forandring af distrikterne fra 27. april 1798 til 1. maj 1799, hvor han blev afskediget. Han vedblev dog at bestyre stiftamtsforretningerne for Nyborg, indtil byen genopførtes 29. december 1802.
Gift  i 1781 med Cecilie Andrea Krabbe Karisius (1764-1782)